# Govindasamy Suppiah
Govindasamy Suppiah ou George Suppiah, né le 17 juin 1929 et mort le 7 décembre 2012, est un footballeur et arbitre singapourien. 

## Carrière
Il fut joueur des Tampines Rovers FC.
Il commença à arbitrer dès 1957 et officia dans une compétition majeure :
- Coupe du monde de football de 1974 (1 match : Haïti-Pologne 0-7)[3]